# Gypsy (singel Fleetwood Mac)
„Gypsy” – singel brytyjsko-amerykańskiego zespołu rockowego Fleetwood Mac. Piosenka została napisana przez Stevie Nicks w 1979 roku. "Gypsy" był drugim singlem i drugim co do wielkości hitem z albumu Mirage, po "Hold Me", osiągając szczyt 12. miejsca na liście Billboard Hot 100 przez trzy tygodnie.
W 2017 roku Stevie Nicks nagrała wersję akustyczną, która posłużyła za piosenkę przewodnią serialu Netflix - Gypsy.